# Beauville (Lot-et-Garonne)
Beauville (okzitanisch: Bauvila) ist eine französische Gemeinde mit 552 Einwohnern (Stand: 1. Januar 2022) im Département Lot-et-Garonne in der Region Nouvelle-Aquitaine (vor 2016: Aquitanien). Sie gehört zum Arrondissement Agen und zum Kanton Le Pays de Serres. Die Einwohner werden Beauvillois genannt.

## Geografie
Die Gemeinde Beauville liegt etwa 17 Kilometer ostnordöstlich von Agen im Tal der Petite Séoune, in die hier der Zufluss Montsembosc einmündet, der früher irreführend als Séoune bezeichnet wurde. Umgeben wird Beauville von den Nachbargemeinden Blaymont im Nordwesten und Norden, Saint-Amans-du-Pech im Norden, Roquecor im Nordosten, Lacour im Osten, Bourg-de-Visa im Südosten, Engayrac im Süden, Dondas im Südwesten und Westen sowie Cauzac im Westen.

## Bevölkerungsentwicklung
| Jahr                       | 1962 | 1968 | 1975 | 1982 | 1990 | 1999 | 2006 | 2012 | 2022 |
| -------------------------- | ---- | ---- | ---- | ---- | ---- | ---- | ---- | ---- | ---- |
| Einwohner                  | 657  | 579  | 462  | 545  | 548  | 553  | 583  | 570  | 552  |
| Quellen: Cassini und INSEE |      |      |      |      |      |      |      |      |      |

## Sehenswürdigkeiten
- Kirche Saint-Jacques aus dem 16. Jahrhundert, Monument historique seit 1929
- Kirche Saint-Caprais in Marcaux, seit 1929 Monument historique
- romanische Kirche Saint-Martin im Ortsteil Pau
- Motte (Turmhügelburg)
- Schloss Beauville aus dem 16. Jahrhundert, seit 1925 Monument historique
- Schloss Massanès

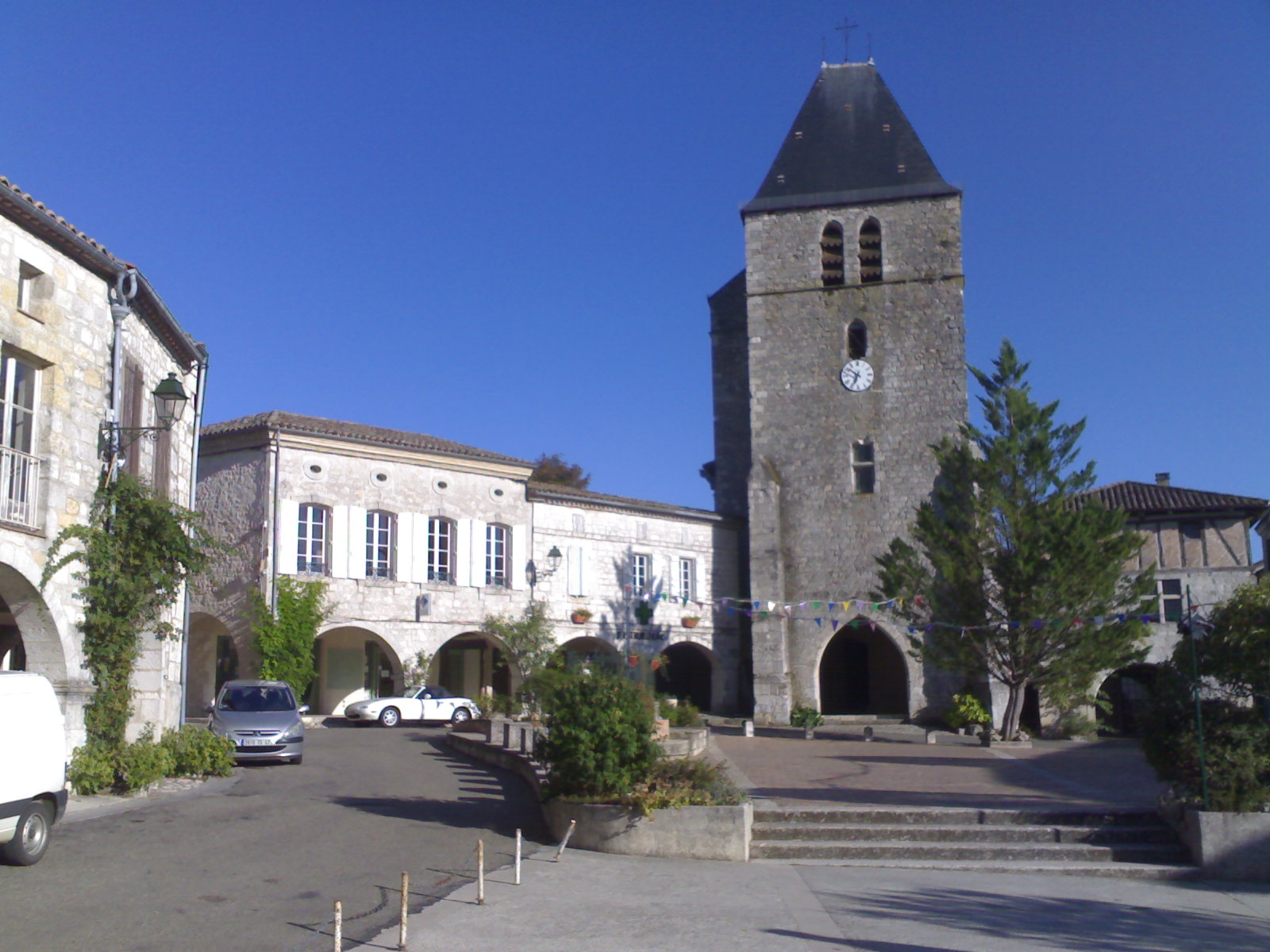
Kirche Saint-Jacques
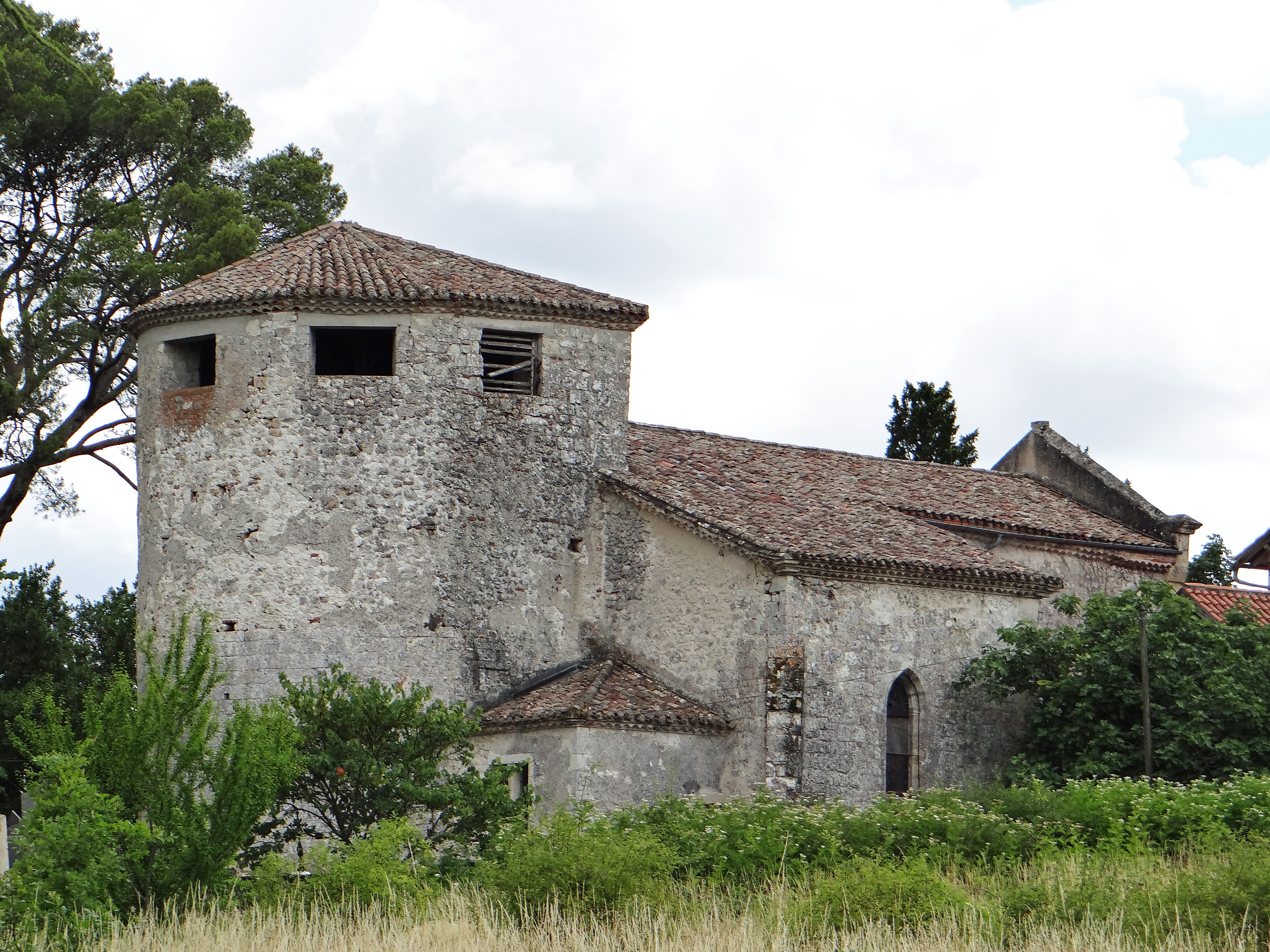
Kirche Saint-Caprais
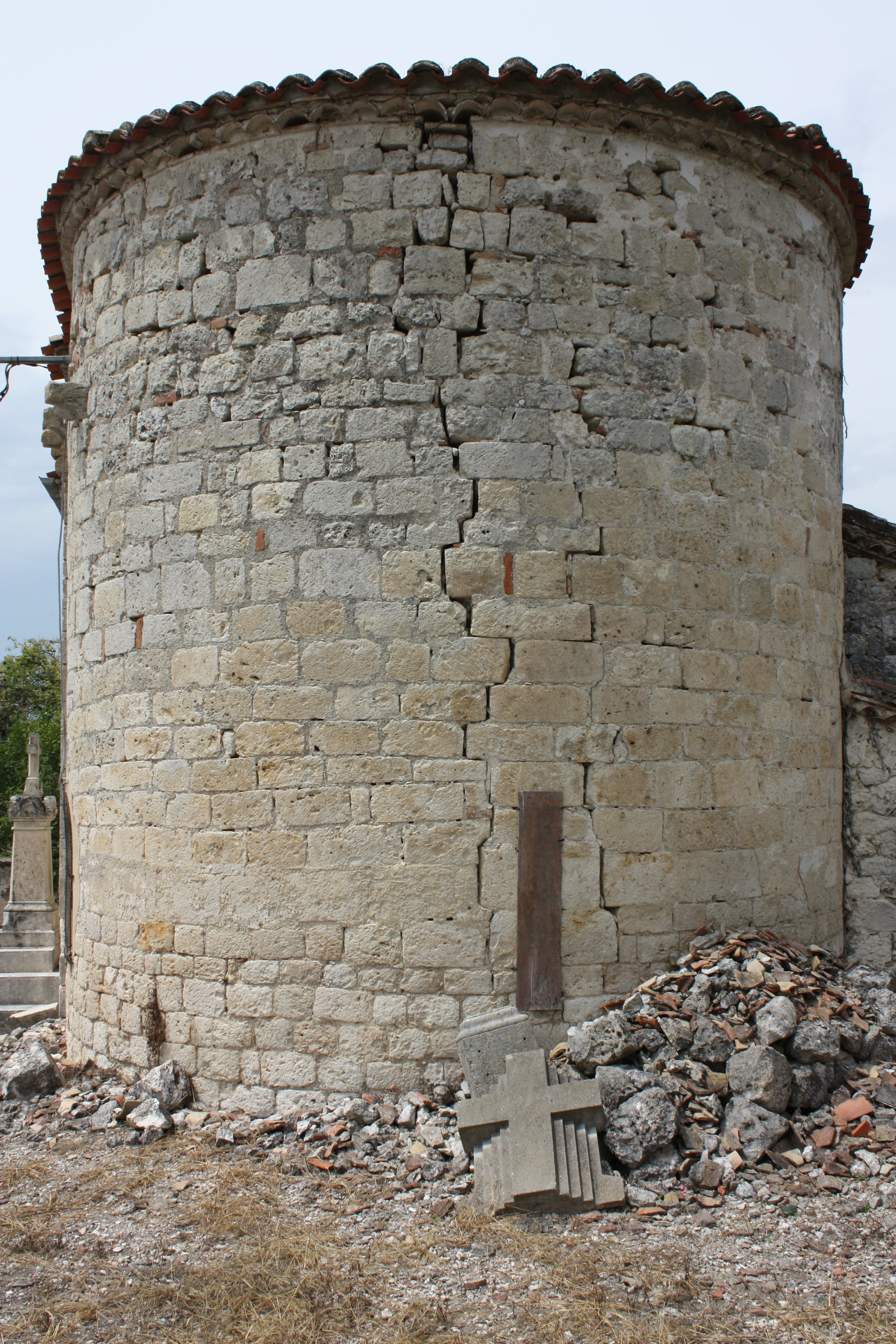
Apsis der Kirche Saint-Martin
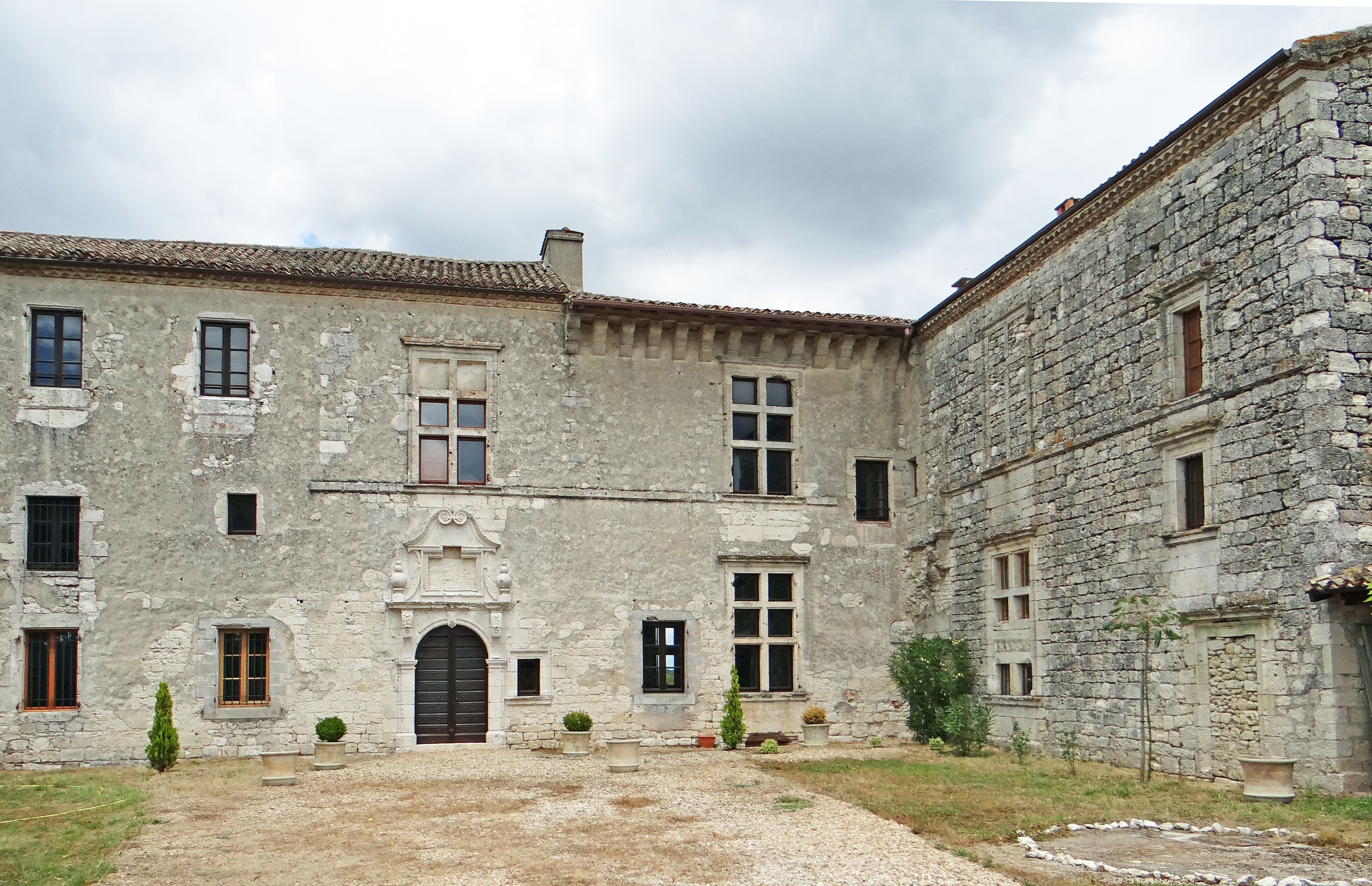
Schloss Beauville
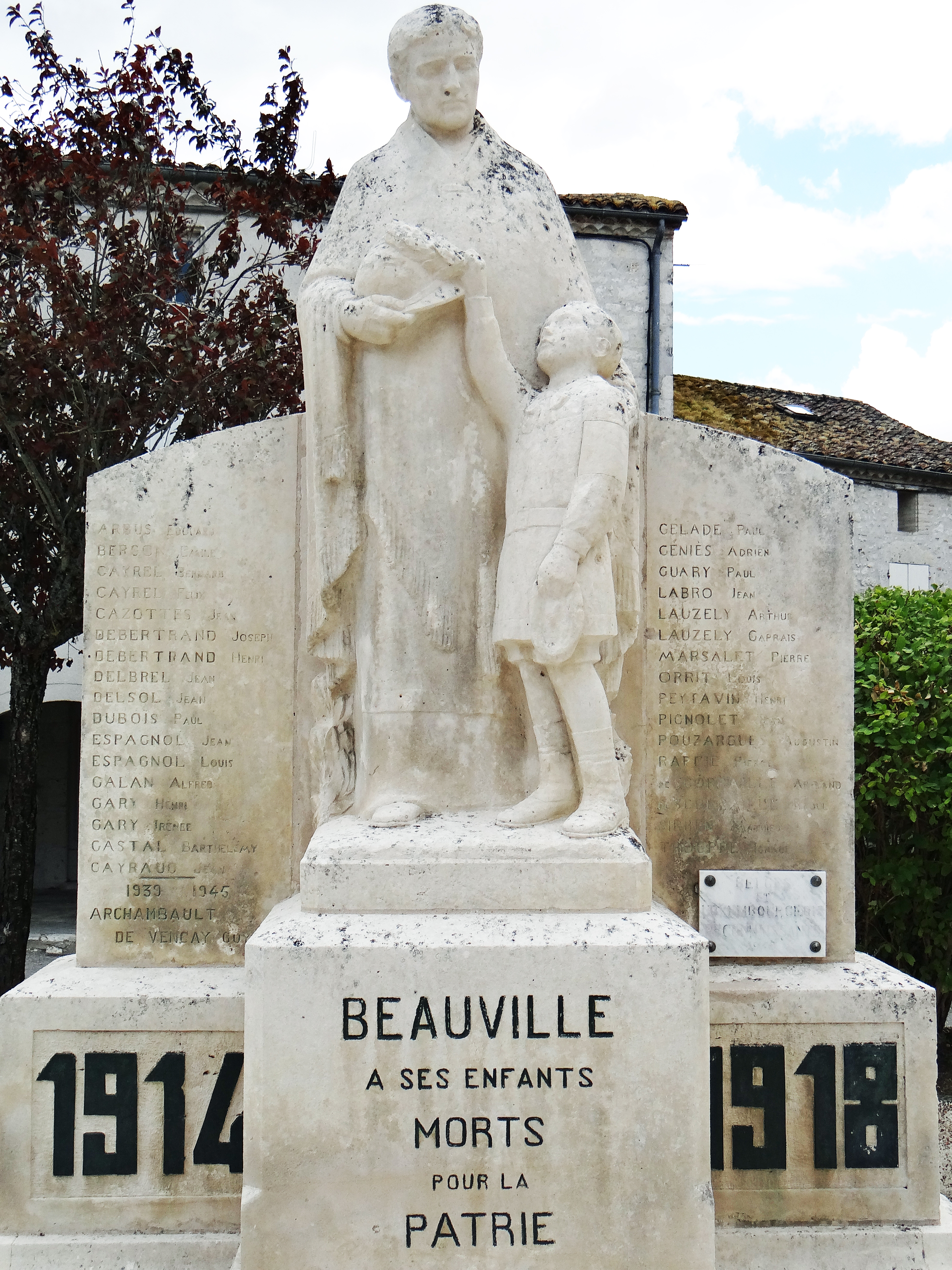
Gefallenendenkmal